# Аустрија на Европском првенству у атлетици у дворани 1974.
Аустрија је  учествовала  на 5. Европском првенству у дворани одржаном у дворани Скандинавијум у Гетеборгу, (Шведска), 9. и 10. марта 1974.
На првенству у Гетеборгу Аустрију је представљало двоје спортиста (1 мушкараца и 1 жена) који су се такмичили у 3 дисциплине (1 мушку и 2 женске).
На овом првенству атлетичари Аустрије нису освојили ниједну медаљу.
У табели успешности према броју и пласману такмичара који су учествовали у финалним такмичењима (првих 8 такмичара) Аустрија није имала представника , и заједно са Ирском и Луксембургом биле су једине земље  које нису имале представника у финалу од 25 земаља учесница.